# Adam & Steve
Adam & Steve è una commedia indipendente del 2005 scritta, diretta ed interpretata da Craig Chester. Tra gli altri interpreti della pellicola figurano Malcolm Gets, Parker Posey e Chris Kattan.

## Trama
Nel 1987 il timido Adam incontra l'attraente Steve, che si esibisce come ballerino in un locale notturno newyorkese. Dopo aver flirtato i due si recano a casa di Adam per una notte di sesso sfrenato, ma a causa di una dose di cocaina tagliata con del lassativo, Steve si ritrova in una situazione molto imbarazzante e se ne va umiliato. Dopo diciotto anni Adam e Steve si reincontrano casualmente, Adam è una guida turistica mentre Steve è diventato un affermato psichiatra; con più esperienza sulle spalle e qualche anno in più i due hanno la maturità necessaria per intraprendere una relazione seria, che inizia quasi per gioco.
Adam e Steve, anche grazie all'aiuto dei loro amici Rhonda e Michael, riusciranno a superare le difficoltà quotidiani e le immancabili crisi di coppia, arrivando al punto di pensare al matrimonio.